# Dollar des îles Caïmans
Le dollar des Îles Caïmans (en anglais, Cayman Islands dollar, symbole : $ ; ISO 4217 : KYD) est la monnaie officielle des Îles Caïmans. Cette monnaie est habituellement abrégée CI$ pour la différencier des autres monnaies appelées dollar. Il est subdivisé en 100 cents.

## Histoire
Le dollar est introduit le 1er mai 1972 pour remplacer le dollar jamaïcain à parité. Les deux monnaies sont utilisées conjointement jusqu'au 31 août 1972, date à laquelle le dollar jamaïcain cesse d'être légal. Le taux de change du dollar des Îles Caïmans a été fixé par rapport au dollar américain le 1er avril 1974 à 1 CI$ = 1,2 USD. Depuis cette date, cette monnaie vaut systématiquement 20 % de plus que le cours officiel du dollar américain sur le marché des changes[réf. nécessaire].

## Émissions monétaires

### Pièces de monnaie
Les pièces de 1, 5, 10 et 25 cents sont introduits en 1972, et sont depuis frappées par la Royal Mint. La pièce de 1 cent était frappée en bronze et les autres en cupronickel. Depuis 1992, l'acier plaqué bronze et l'acier plaqué nickel remplacent respectivement le bronze et le cupronickel.

### Billets de banque
En 1972, le Cayman Islands Currency Board (CICA) fait imprimer des billets de 1, 5, 10 et 25 dollars. Des billets de 40 dollars sont introduits en 1981 mais sont retirés quelques années plus tard. Sont ensuite introduits les billets de 100 dollars en 1982 et de 50 dollars en 1987. En 1997, l'Autorité monétaire des Îles Caïmans (Cayman Islands Monetary Authority, CIMA) remplace le CICA et émet des billets de 1, 5, 10, 25, 50 et 100 dollars.

## Sources
- (en) Cet article est partiellement ou en totalité issu de l’article de Wikipédia en anglais intitulé « Cayman Islands dollar » (voir la liste des auteurs).